# Reyes Etla
Reyes Etla è un comune del Messico, situato nello stato di Oaxaca.